# トラビス＝アントン・キャブロウ
トラビス＝アントン・キャブロウ（Travis-Antone Cabral、1983年9月23日 - ）は、アメリカのカリフォルニア州サウスレイクタホ出身の元モーグルスキーヤーである。

## 人物
19歳でのモーグル総合優勝という男子モーグル最年少総合優勝記録保持者である（2010年現在）。1歳年上のアメリカのモーグルの選手にはジェレミー・ブルーム、トラビス・メイヤー、ネイサン・ロバーツがおり、彼らと共に活躍してアメリカの黄金世代、ドリームチームなどと呼ばれた。

## 経歴
15歳のときにアメリカのナショナルチャンピオンになり、16歳でワールドカップデビューを果たす。初参戦となった1999-2000シーズンは4戦に出場して最高11位に終わる。2シーズン目の2000-2001シーズンは日本での2戦のみの出場ながら、猪苗代で3位になり、初の表彰台に登る。2001-2002シーズンも再び日本戦で表彰台に登った。2002-2003シーズンの初戦、19歳にしてワールドカップ初優勝を果たし、大躍進のシーズンとなる。同シーズンは初めてフル参戦したが、その後も優勝するなど好調を維持し、最後まで誰が総合優勝するか分からないという大接戦を制して史上初の10代でのモーグル総合王者に輝いた。また、同シーズン中に行なわれた世界選手権にも初参戦したが、6位に終わりメダル獲得はならなかった。2003-2004シーズンはデュアルでも初優勝を果たしたが、デュアルでの1勝のみで総合成績は4位に終わる。2004-2005シーズンは表彰台には上がるものの優勝はなく、総合成績は6位に終わった。同シーズンの最後に行なわれた世界選手権のデュアルにも参戦したが17位とあまり振るわずに終わった。2005-2006シーズンは成績振るわず最高4位止まりだった。同シーズンの2月に冬季オリンピックに初参加を果たす。予選では2位と健闘するが、決勝では9位に終わりメダル獲得はならなかった。オリンピックの後、アメリカのナショナルカップに参戦して、それを最後に引退。引退後は映画監督になった。

## 主な成績

### ノースアメリカンカップ
- 1995-1996シーズン　1戦出場、45位
- 1997-1998シーズン　4戦出場、最高4位
- 1998-1999シーズン　1戦出場、20位

### ワールドカップ

#### 戦績表
| シーズン  | シングル | シングル | シングル | シングル | シングル | シングル | デュアル | デュアル | デュアル | デュアル | デュアル | デュアル | シングル デュアル 統合成績 | オーバーオール 総合成績 |
| シーズン  | 大会数   | 出場数   | 1位      | 2位      | 3位      | 総合成績 | 大会数   | 出場数   | 1位      | 2位      | 3位      | 総合成績 | シングル デュアル 統合成績 | オーバーオール 総合成績 |
| --------- | -------- | -------- | -------- | -------- | -------- | -------- | -------- | -------- | -------- | -------- | -------- | -------- | -------------------------- | ----------------------- |
| 1999-2000 | 7戦      | 4戦      | 最高11位 | 最高11位 | 最高11位 | 24位     | 4戦      | 0戦      |          |          |          |          | -                          | 49位                    |
| 2000-2001 | 7戦      | 2戦      |          |          | 1回      | 27位     | 1戦      | 0戦      |          |          |          | -        | -                          | 51位                    |
| 2001-2002 | 9戦      | 4戦      |          |          | 1回      | 28位     | 3戦      | 1戦      | 最高17位 | 最高17位 | 最高17位 | 38位     | -                          | 11位                    |
| 2002-2003 | 10戦     | 10戦     | 3回      | 1回      |          | 優勝     | 3戦      | 0戦      |          |          |          |          | -                          |                         |
| 2003-2004 | 11戦     | 11戦     |          | 1回      | 3回      | -        | 3戦      | 3戦      | 1回      |          |          | -        | 4位                        | 19位                    |
| 2004-2005 | 8戦      | 8戦      |          |          | 1回      | -        | 3戦      | 3戦      |          | 1回      |          | -        | 6位                        | 12位                    |
| 2005-2006 | 11戦     | 6戦      | 最高4位  | 最高4位  | 最高4位  | 17位     |          |          |          |          |          |          | -                          | 52位                    |
| 通算成績  | -        | 45戦     | 3回      | 2回      | 6回      | -        | -        | 7戦      | 1回      | 1回      | -        | -        | -                          |                         |

#### 優勝歴
- 2002-2003シーズン　
  - シングル:第1戦ティーニュ（フランス）優勝、第6戦レークプラシッド（アメリカ）優勝、第8戦猪苗代（日本）優勝
- 2003-2004シーズン　
  - デュアル:第3戦猪苗代（日本）優勝

### 世界選手権
- 2003年ディアバレー大会
  - シングル6位
- 2005年ルカ大会
  - デュアル17位

### オリンピック
- 2006年トリノオリンピック 9位